# Collpani (Cairoma)
Collpani (auch: Khollpani) ist eine Ortschaft im Departamento La Paz im südamerikanischen Andenstaat Bolivien.

## Lage im Nahraum
Collpani liegt in der Provinz Loayza und ist der zweitgrößte Ort im Cantón Asiento Araca im Municipio Cairoma. Die Ortschaft liegt auf einer Höhe von 3721 m in einem der westlichen Täler der Cordillera Quimsa Cruz am Río Khasarata, der in nordwestlicher Richtung in den Río Lambramani mündet.

## Geographie
Collpani liegt zwischen dem bolivianischen Altiplano im Westen und dem Amazonas-Tiefland im Osten. Die Region weist ein typisches Tageszeitenklima auf, bei dem die Temperaturunterschiede zwischen Tag und Nacht größer sind als die mittleren Temperaturunterschiede zwischen den Jahreszeiten.
Die mittlere Durchschnittstemperatur der Region liegt bei 9 °C, der Jahresniederschlag beträgt 500 bis 600 mm (siehe Klimadiagramm Viloco), mit einer ausgeprägten Trockenzeit von Mai bis August mit Monatswerten von unter 15 mm Niederschlag.

## Verkehrsnetz
Collpani liegt in einer Entfernung von 162 Straßenkilometern südöstlich von La Paz, der Hauptstadt des gleichnamigen Departamentos.
Von La Paz aus führt eine Landstraße entlang des Río de la Paz über die Zona Sur und Mecapaca nach Südosten. Nach etwa 98 Kilometern wird der Río de la Paz auf einer Höhe von 1710 m verlassen, die Straße steigt nun an und erreicht Viloco nach weiteren 55 Kilometern. Von Viloco aus führt eine Nebenstraße nach Westen in das neun Kilometer entfernte Collpani.

## Bevölkerung
Die Einwohnerzahl der Ortschaft ist in dem Jahrzehnt zwischen den beiden letzten Volkszählungen nahezu unverändert geblieben:
| Jahr | Einwohner         | Quelle       |
| ---- | ----------------- | ------------ |
| 1992 | keine Detaildaten | Volkszählung |
| 2001 | 593               | Volkszählung |
| 2012 | 595               | Volkszählung |
| 2024 |                   | Volkszählung |